# Reguliranje genskog izražaja
Reguliranje genskog izražaja je široki raspon mehanizama kojim se stanice služe radi povećanja ili smanjenja proizvodnje određenog genskog proizvoda (bjelančevina ili RNK). Neformalno ga se naziva gensko reguliranje. Sofisticirane programe genskog izražaja široko se promatra u biologiji, primjerice radi izazivanja razvojnih puteva, odgovora na stimulacija iz okoline ili prilagodbe na nove izvore hrane. Skoro se svaki korak u genskom izražavanju može modulirati, od transkripcijske inicijacije do procesiranje RNK i posttranslacijskog modificiranja proteina.
Kod eukariotskih gena u ovom procesu važnu ulogu ima struktura kromatina.
Eukariotima se ovisno o organiziranosti genoma odnosno kromatina reguliranje odvija se na više razina, a kod prokariota glavno reguliranje je razini transkripcije: model operona.
Mjesto gdje se reguliranje odvija je:
- stanična jezgra: remodeliranje strukture kromatina; metilacija DNK, amplifikacija gena, transpozoni, retrotranspozoni, transkripcija, procesiranje RNK
- citoplazma: translacijska i posttranslacijska kontrola